# توری-شیما (جزایر ایزو)
توری-شیما ((به ژاپنی: 鳥島 Tori-shima)، به معنی جزیره پرنده ولایت ایزو، یک جزیره خالی از سکنه ژاپنی در اقیانوس آرام است. یک جزیره آتشفشانی و بخشی از جزایر ایزو است.